# Johanne Sacreblu
Johanne Sacreblu es un cortometraje de comedia musical satírica mexicana de 2025, dirigido por Camila Aurora.
Concebido como parodia y protesta contra la película francesa Emilia Pérez, el corto se presenta como una forma de activismo a través del entretenimiento.

## Argumento
Johanne Sacreblu, una mujer trans antes conocida como Jonathan Sacreblu, regresa a su hogar en Villa Croissant, un pintoresco pueblo francés, después de pasar algún tiempo en México. Su familia, dueña de la mayor panadería de baguettes de Francia y que designó a Johanne Sacreblu como su heredera, está furiosa con ella por su transición al considerar que no sería una buena imagen para ella cuando controle el negocio familiar, a pesar de que ella insiste en que no lo desea. Al mismo tiempo, los rivales comerciales de la familia Sacreblu, la familia Ratatouille, que dirige la panadería más grande de cruasanes de Francia, también critican a su hijo Agtugo, hombre trans, por no ser un buen heredero de su negocio por haber nacido mujer. Ambas familias deciden poner a los dos en una competencia, que ganará quien llegue primero a lo más alto de la torre Eiffel y grite el famoso «¡Nos rendimos!».
Esa noche, Johanne habla con su amiga Emily y el espíritu de María Antonieta por su falta de ánimo por la competencia y también discute su incomodidad con la discriminación rampante en Francia. Al día siguiente, se da la primera ronda de la competencia, presentada por Ladybug y Cat Noir, en la que se le pide a Johanne y Agtugo correr a pie hasta la Torre Eiffel. Johanne gana, y Agtugo es despreciado por su familia por perder. Más tarde esa noche, en la oscuridad parisina, con todos dormidos tras la primera competencia, un hombre llamado Jacques Audiard lamenta ser un hombre basura.
Al día siguiente, Johanne decide conversar con Agtugo y comienza a expresar su deseo de eliminar el racismo y el sexismo en el país. Los dos se enamoran y acuerdan unirse en la siguiente ronda, cuyo objetivo era deportar injustamente a musulmanes, para difundir su mensaje. Cumplen su promesa, pero varios líderes del gobierno francés se niegan a aceptar el resultado y exigen que los dos se enfrenten en un duelo a muerte con baguettes. 
El duelo tiene lugar al estilo de una película muda. Después de que Johanne y Agtugo revelan públicamente su deseo de no participar en el duelo, llega el embajador francés Papa Johns con el hermano de Agtugo, Chofls, y el mayordomo de Johanne, Wigles, y amenaza con matar a ambos con papas fritas. Después de que apuñalar a Agtugo, Johanne revela que Papa Johns era controlado por una rata en su cabeza. Papa Johns lo admite, revelando que usa los secretos de la rata para el mal. Wigles entonces lo mata de inmediato, explicando que su disposición a trabajar con Papa Johns fue sólo el resultado de la explotación laboral, pero el salvar a Johanne Sacreblu fue por haber desarrollado el síndrome de Estocolmo.
Tiempo después, un reportero entrevista a Johanne sobre el incidente. Para concluir la entrevista, Johanne anuncia tener un regalo que recibió cuando estaba en México. Este resulta ser un pastel, y la película termina abruptamente antes de que pueda arrojarlo a la cara del entrevistador. En una escena poscréditos, la madre de Johanne Sacreblu aparece con el hijo de Johanne y Agtugo, a quien le contó toda la historia de cómo sus padres salvaron a la France y le canta una canción.

## Reparto
- Camila D. Aurora como Johanne Sacreblu, una mujer trans heredera de la panadería de baguettes más grande de Francia[1]
- Yeylan Torres como Agtugo Ratatouille, un hombre trans heredero del mayor imperio de croissants en Francia[20]
- Rose Miranda como Papa Johns
- Luke Stranger como Cat Noir
- Hielito Cos como Ladybug
- Xanat Palacios como Emily, amiga de Johanne[21]
- Atticus Martínez como Nietecito y Napoleón Bonaparte
- Jéssica Azamar
- Mayen Reséndiz
- Stephanye Ramírez
- Sofía Amaya como Jacques Audiard, el hombre basura[21]
- Fernanda Montero como el fantasma de María Antonieta[22]
- Adam Romero cómo hermano Hugo Ratatouille
- Aaron Díaz
- Ilian Hernández
- Edson Mercado como papá Croissant
- Arantza Amaya como mamá Croissant[21]
- Blanca Torres como papá Sacreblu
- Caro Erazo como mamá Sacreblu
- Zyanya López
- Marina Landeros como Bomb Voyage
- Eliot Jardínez

Otros miembros del reparto incluyen a Jhancy Ortega, Emi Moreno, Fernanda Galicia, Crocodile_6.9, Iván Barrera, Sol D. Bowie, Cindel Vergara, Alejandro Vega, Raymundo García, Odette Mejía, Xochil Hidalgo y Kei Lero, quien además prestó la voz cantada para Jacques Audiard, el hombre basura.

## Producción

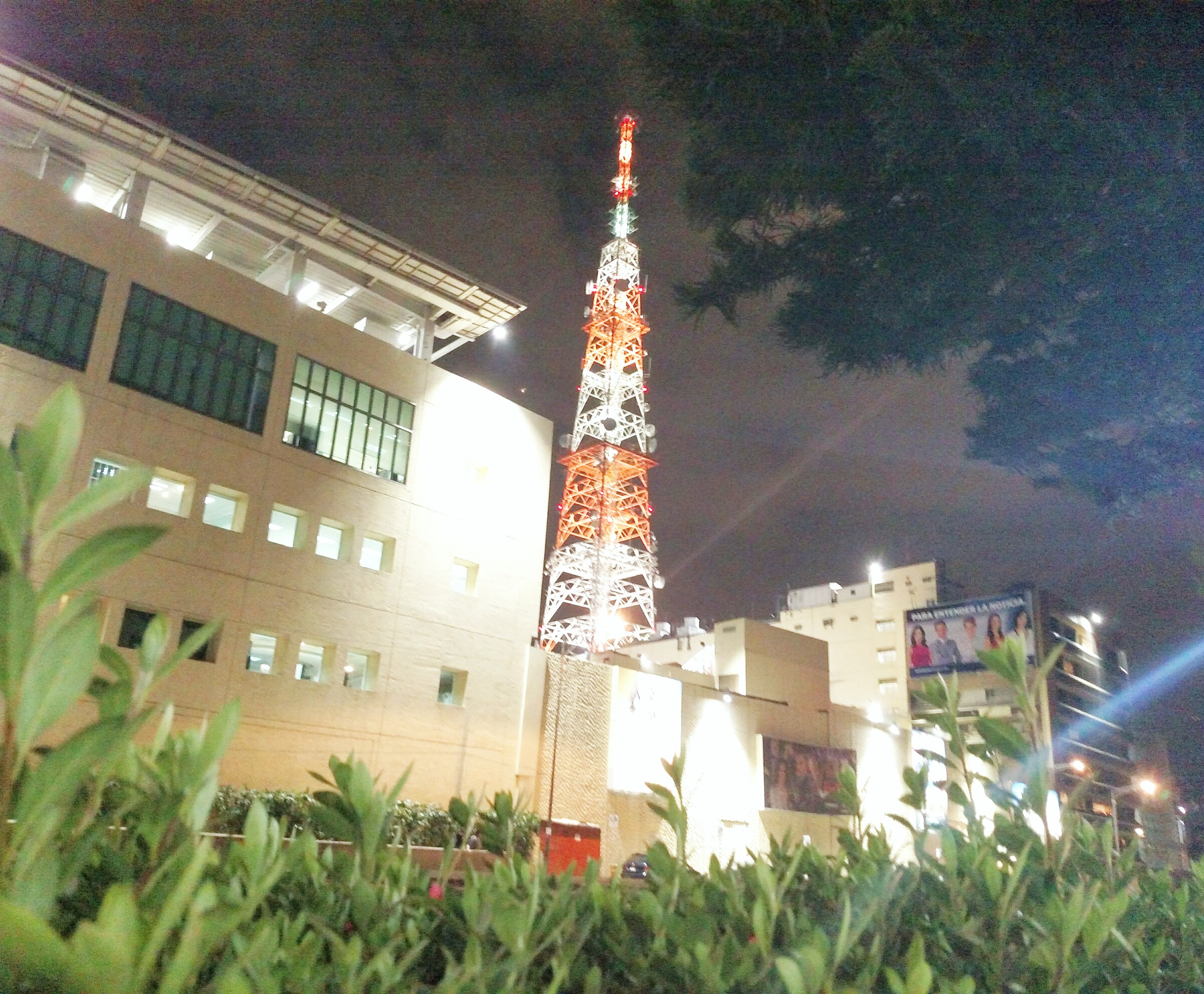
La torre de radio de los Estudios Chapultepec de Televisa se usó como sustituto de la Torre Eiffel.

### Antecedentes y contexto
Luego del estreno de Emilia Pérez muchos medios reportaron que la película no había sido bien recibida en México e Hispanoamérica. Se criticó el contexto racista, la falta de actores y actrices mexicanas en una historia que se desarrolla en ese país, que el film se hubiera filmado en Francia y no en México, que este aborde con poco rigor y estereotipadamente la realidad mexicana, incluyendo aspectos críticos de su sociedad como el narcotráfico y la desaparición de personas. Asimismo, la comunidad trans se mostró descontenta con la manera en que el director Jacques Audiard concibió al personaje de Emilia Pérez y cómo Karla Sofía Gascón lo interpretó.Igualmente, muchos internautas y personalidades mexicanas comenzaron a cuestionar y a burlarse del acento de Selena Gomez en la película. Algunas personas incluso llegaron a exigir el reembolso de sus entradas al ver el film del director francés en las salas mexicanas, al ver el sello de garantía en la cadena de cine Cinépolis.
En su cuenta de TikTok, Camila D. Aurora, estudiante de Comunicación especializada en publicidad, con formación en piano, actuación y canto, y con experiencia en la comedia stand-up, expresó su descontento con Emilia Pérez, ya que, como mujer trans mexicana, se sintió mal representada por la película francesa. Su video alcanzó a miles de personas y, a raíz de ello, surgió la idea de crear un cortometraje que no solo satirizara Emilia Pérez, sino que también funcionara como una protesta contra la forma en que el cine internacional retrata las realidades latinoamericanas.Al notar el creciente interés del público en el proyecto y su posible realización, Camila comenzó a organizarlo de manera formal. Así, abrió una convocatoria para que sus seguidores se sumaran a la iniciativa. El 16 de enero, Camila Aurora lanzó una campaña en GoFundMe para financiar el cortometraje, con una meta de $60,000 pesos. Tras recaudar más de 15 mil pesos, el 19 de enero Camila convocó a través de TikTok a un casting para el 20, al que asistieron entre 50 y 60 personas, varios de ellos como voluntarios, siendo filmado en tres días con recursos limitados en las calles de la Ciudad de México, incluyendo las inmediaciones a la torre de Televisa Chapultepec.
El 30 de enero, Camila Aurora anunció a través de su cuenta en TikTok que su cortometraje sería exhibido en las salas de cine de la cadena independiente Cinedot. La iniciativa surgió después de una campaña realizada por sus fanáticos en la red social X para lograr la proyección en cines. Posteriormente, 1 de febrero, el complejo Cinery en Guadalajara se sumó a la programación del cortometraje. Para su lanzamiento en cines, se realizaron mejoras técnicas y se amplió su duración con contenido exclusivo, incluyendo una nueva canción del músico Insulini.